# Требавска буна
Требавска буна, позната и као Протина или Посавска буна, је била буна из 1858. године уперена против бегова ради успостављања трећине и других терета које су на кметове бегови наваљивали. Десетак година пред буну, турска влада донијела је закон по коме се олакшавају и праведније уређују односи између кметова и бегова. Тај закон (реформу) бегови нису поштовали јер им није ишао у прилог. Било је више покушаја да се проблем ријеши преговорима. Опуномоћени сељаци су преговоре водили и у Травнику за вријеме Тахир-паше.
Због лоших исхода преговора и неодржаних обећаља од стране бегова, требавска села заједно са посавским почеше организовати буну. Из овог краја у буни су учествовала ова села: Осјечани Горњи и Осјечани Доњи, Чивчије, Палежница Горња, Палежница Доња, Кожухе, Копривна, Толиса, Врањак и Зелиња. Вође буне за ова села су били: протојереј Павле Трифуновић из Осјечана и хаџи-поп Петко Јагодић из Врањака. Главна битка је вођена два дана на Дугој Њиви, на Требави. Забарикадиране устанике (око 3.000), из превца Грачанице напала је турска пјешадија и коњица (око 5.000 војника) 28. септембра 1858. У ноћи дугог дана битке 29. септембра 1858. устаници се повукоше с положаја због мањка муниције. Затим је настала освета и хајка на вође устанка по селима 1. октобра 1858. године.
О Требавској буни је писао Јовица Сајић, старац из Кожуха, али тај спис је изгубљен. По његовом казивању у љетопис своје парохије, писан 1938. године, покојни Милош Петровић, свештеник из Осјечана написао је одељак под насловом Требавска буна. У њему се налазе и два податка из литературе.
Када су сва села одлучила да дижу буну, почеше од имућнијих људи купити стоку, пребацивати их у Славонију и продавати трговцима, неким Србима из Вуковара и Винковаца. За новац су куповали оружје и џебану. Прво су их скривали по ритовима код Шамца, а онда народу дијелили. Тајни састанак, договор око почетка буне, одржан је у селу Жабар код Брчког. Тај састанак је одржан у кући попа Стојчевића и на њему су били присутни: орашки прото Стево Аврамовић, главни вођа буне, хаџи-поп Петко Јагодић из Врањака, прото и парох осјечански Павле Трифуновић, поп Јаћим Стефановић из Црквине, поп Петар Васић из Љубниче и поп Станко Вуковић из Копривне. Тада одлучише да устанак дижу у јесен 1858. године када се храна сабере и заврше пољски послови. Ипак, мораше нешто раније дићи устанак јер дио купљеног оружја (око 3.000 пушака и 15 товара барута и олова), склоњеног у ритове пронађе Мамут-бег из села Баткуше. Он ово оружје пренесе у Градачац и преда кајмакану.
Видимо, из претходног, да се ради о истовјетној буни требавског и посавског краја. Ова буна је имала двије битке на два бојишта. Једна, удружена требавска села на Дугој Њиви, а друга, посавска, на Липику код Градачца.
- У „љетопису“ се још наводи да су „устаници имали барјак, направљен од бијелога беза са крстом“. Те, да је“ барјактар био Симо Ђерић из Кожуха“.
- У бањалучком листу „Развитак“, број 5. и 6. из 1910. године, штампан је чланак неког К. К. о требавској буни.
- „Писац К. К. поменутог чланка у „Развитку“ пише, да су се Осјечанци у тим борбама понијели као прави јунаци“.